# Leptomyrmex ramorniensis
Leptomyrmex ramorniensis is een mierensoort uit de onderfamilie van de Dolichoderinae. De wetenschappelijke naam van de soort is voor het eerst geldig gepubliceerd in 2009 door Smith, D.J. & Shattuck.